# Сіньхуа
Сіньхуа́ (кит. трад. 新華社, спр. 新华社, піньїнь: Xīnhuáshè, буквально «Агенція „Новий Китай“») — китайська державна урядова агенція новин зі штаб-квартирою в Пекіні. Найбільша в Китаї інформаційна агенція, є органом китайської державної інформації і пропаганди. Голова агенції входить до уряду КНР і має посаду міністра.

## Історія
Попередник агенції, агентство «Червоний Китай» (кит. 紅色中華通訊社, пін. Hóngsè Zhōnghuá Tōngxùnshè), було засноване у Жуйцзіні (східна Цзянсі) в 1931. У січні 1937 агенцію було перейменовано в «Сіньхуа». Після заснування КНР в жовтні 1949, «Сіньхуа» стала державною агенцією, повністю підлеглою правлячій Комуністичній партії Китаю і уряду, головним рупором пропаганди для китайських ЗМІ.
«Сіньхуа» має 33 філії в Китаї та 180 — у всьому світі. Згідно з офіційними даними, в агенції працює 8400 чоловік, з яких 1900 — журналісти і редактори. За іншими даними на агентство працює більш ніж 10 000 співробітників. Сіньхуа забезпечує всі ЗМІ (щонайменше 306 радіостанцій, 369 ТБ станцій, 2119 газет і 9038 періодичних видань) всіма головними національними і міжнародними новинами.
За кордон КНР агенція «Сіньхуа» розповсюджує новини різними мовами: китайською, англійською, французькою, російською, іспанською, арабською, японською.

## Критика
Як визначає міжнародна організація Репортери без кордонів — на інтернет-ресурсі «Google», що все регулярніше цитується як надійне джерело інформації, приблизно третина новин про Китай, позначених як «Новини Google», виходять від агенції «Сіньхуа».